# نورما ميريك سكلارك
نورما ميريك سكلارك (بالإنجليزية: Norma Merrick Sklarek)‏ (15 أبريل 1926- 6 فبراير 2012)، هي أول امرأة أمريكية أفريقية تجتاز امتحان الترخيص لتصبح رسميًا معمارية في كل من نيويورك (1954) وكاليفورنيا (1962). تشتهر سكلارك بتصميم سفارة الولايات المتحدة في طوكيو، اليابان عام 1976 ومحطة تيرمنال ون في مطار لوس أنجلوس الدولي عام 1984. أصبحت بعد تصميمها للعديد من المباني، أول امرأة سوداء تمتلك ممارستها التجارية الخاصة مع امرأتين هما مارغريت سيغل وكاثرين دايموند منذ عام 1985 وحتى 1989. حصلت سكلارك على لقب «روزا باركس للعمارة» من المؤلفة آنا لويس لإنجازاتها الرئيسية كامرأة سوداء في مجال يهيمن عليه الذكور، واستمرت في كونها صوتًا للنساء اللواتي يحتمل أن يواجهن التمييز في وظائف معينة.

## النشأة والتعليم
ولدت نورما ميريك سكلارك في 15 أبريل عام 1926 في هارلم، نيويورك. عمل والدها والتر إرنست ميريك كطبيب من سانت فينست وكانت والدتها أميليا (إيمي ويلوبي) خياطة من باربادوس. نشأت سكلارك في كراون هايتس، بروكلين وكانت أقرب إلى والدها في سنها المبكرة فتلقنت منه معظم تدريبها وخبراتها. حافظت نورما على علاقة خاصة مع والدها، واتجهت نحو العمارة بعد أن تعلمت المهارات اليدوية في العديد من الأنشطة وكانت متميزة في الرياضيات والعلوم في مدرسة هانتر الثانوية.
بعد أن أمضت عامًا من حياتها المهنية الجامعية في كلية بارنارد، أمضت السنوات التالية في جامعة كولومبيا حيث تخصصت وحصلت على البكالوريوس في العمارة. واجهت سلارك طوال تجربتها الجامعية العديد من المصاعب في الاندماج مع زملائها في الصف، وكان عليها أن تواجه باستمرار الطلاب البيض الذين حصلوا على درجات عالية وشكلوا علاقات ومجموعات دراسية مع طلاب آخرين للمضي قدمًا في المهام الدراسية. استفادت سكلارك خلال التعامل مع هذه العقبات من عزلتها بالعمل خارج إطار الفصل الدراسي، ونتيجة ذلك، تخرجت بعد خمس سنوات وحملت شهادة في العمارة وكانت المرأة الأمريكية الأفريقية الوحيدة.

## الحياة الشخصية
أنجبت سكلارك ولدين، غريغوري ودايفيد فيرويذر وتزوجت ثلاث مرات في حياتها. ساعدتها والدتها في مجالسة الأطفال كونها أمًا عزباء في بداية حياتها المهنية حتى تتمكن من بدء مهنتها الجديدة. غيرت نورما اسمها الأخير إلى سكلارك في عام 1967، بعد أن عرفت باسم نورما ميريك فيرويذر في إحدى زيجاتها، عندما تزوجت من خريج الباوهاوس رولف سكلارك وهو معماري في غورين، وقد تقابلا في شركة غورن وشركائه. توفي رولف سكلارك عام 1984 وتزوجت نورما من الدكتور كورنيليوس ويلش بعد ذلك ببضع سنوات. واصلت مسيرتها المهنية وحصلت على عدد من الجوائز، توفيت بعد ذلك بسبب مشاكل في القلب عام 2012. ما تزال سكلارك حتى يومنا هذا غير معروفة في معظم إنجازاتها كمهندسة معمارية أمريكية أفريقية.

## المهنة
لم تتمكن سكلارك بعد حصولها على شهادتها من العثور على عمل كمعمارية في شركة هندسية، لذلك حصلت على وظيفة في إدارة الأشغال العامة في نيويورك منذ عام 1950 وحتى عام 1954. استمرت في هذا العمل غير راضية لمدة أربع سنوات بسبب التوقعات المملة، ثم قررت إجراء اختبار العمارة بسبب شعورها أن وظيفتها لا تتحدى قدراتها. نتيجة لذلك، أصبحت سكلارك أول امرأة أمريكية أفريقية في نيويورك تصبح معمارية ذات رخصة في عام 1954. في غضون عام من حصولها على الرخصة، توظفت في مكتب سكيدموري، أوينغس وميريل الذي فاق توقعاتها من خلال إعطائها الفرصة أن تكون مسؤولة وتختبر مهاراتها. خلال عملها في إي أو إم لمدة خمس سنوات، شغلت سكلارك وظيفة أخرى و«درست صفوفًا مسائية في العمارة في كلية المجتمع، نيويورك» لتعيل طفليها، وساعدتها والدتها في المسؤوليات العائلية.